# 加尔西亚斯
加尔西亚斯，是西班牙埃斯特雷马杜拉卡塞雷斯省的一个市镇。总面积150平方公里，总人口982人（2001年），人口密度7人/平方公里。